# 5301 Novobranets
Az 5301 Novobranets (ideiglenes jelöléssel 1974 SD3) egy kisbolygó a Naprendszerben. Ljudmilla Vasziljevna Zsuravljova fedezte fel 1974. szeptember 20-án.